# Helpless
Helpless ist ein Lied von Neil Young, das 1970 von Crosby, Stills, Nash & Young (CSNY) auf ihrem Album Déjà Vu veröffentlicht wurde. Die einfache Komposition besteht in der Wiederholung einer absteigenden DAG-Akkordfolge.

## Entstehung
1951 gab es in Kanada eine Polioepidemie, und Neil Young erkrankte als Fünfjähriger an Kinderlähmung. Seine linke Körperhälfte wurde bleibend geschädigt, was ihm bis heute einen leicht hinkenden Gang beschert. Die Erinnerungen an diese Zeit verarbeitete er später in dem Song Helpless.
Die „Stadt im Norden von Ontario“, die in der ersten Zeile des Liedes erwähnt wird, wurde oft als die Heimatstadt von Young aus Ontario angenommen. Young sagte 1995 in einem Interview  in der Zeitschrift Mojo dazu:

„Nun, es ist im wahrsten Sinne des Wortes nicht so sehr eine bestimmte Stadt als ein Gefühl. Eigentlich sind es ein paar Städte. Omemee in Ontario ist eine von ihnen. Dort bin ich zur Grundschule gegangen und habe meine 'prägenden' Jahre verbracht.“

Der Song war Anfang 1969 bereits mit Youngs Band Crazy Horse aufgenommen worden. Nachdem Young Mitte 1969 Mitglied der Band CSNY wurde, überzeugten ihn seine neuen Bandkollegen davon, dass der Song besser zu ihnen passen würde. Es wurden verschiedene Versionen des Songs aufgenommen, bevor man sich schließlich für die langsame Version entschieden. Bei dieser endgültigen Fassung sang Young die Verse, seine Bandkameraden setzten im Refrain ein.

## Rezeption
Der Song wurde zu einem geschätzten Song des Déjà Vu- Albums. Peter Doggett von der Zeitschrift Q sah darin „eines der Aushängeschilder des Albums“.

„Neil Young steuert bei seinem Debüt als Mitglied der Supergruppe Crosby, Stills, Nash & Young dieses atemberaubende nostalgische Wehklagen bei, einer der besten Drei-Akkord-Songs aller Zeiten.“

## Musiker
- Neil Young – Gesang, Gitarre
- David Crosby – Harmoniegesang
- Stephen Stills – Harmoniegesang, Gitarre, Keyboard
- Graham Nash – Harmoniegesang

Zusätzliche Musiker
- Dallas Taylor – Schlagzeug, Perkussion
- Greg Reeves – Bass
- Tiffany Palmer – Gesang

## Coverversionen
- 1971: Buffy Sainte-Marie auf dem Album She Used to Wanna Be a Ballerina
- 1978: Young mit The Band und Joni Mitchell im Film The Band[4]
- 1989: Nazareth auf dem Album Snakes 'n' Ladders
- 1989: Nick Cave auf dem Neil Young-Tributalbum The Bridge: A Tribute to Neil Young
- 2004: k.d. lang auf dem Album Hymns of the 49th Parallel
- 2004: Cowboy Junkies auf der EP ’neath your covers, part 1
- 2007: Patti Smith auf dem Album Twelve
- 2010: Black Label Society auf dem Album Order of the Black
- 2010: John Nolan von Straylight Run and Taking Back Sunday auf Songs I Did not Write
- 2010: Moby auf iTunes: Live from Montreal
- 2011: Arcade Fire spielte den Song mit Young beim Bridge School Benefit
- 2011: Mike Rosenberg auf Old Man River
- 2012: Massimo Priviero und Michele Gazich in ihrem Album Folk Rock
- 2018: Angie McMahon[5]
- 2021: Simone White auf Dream Comfort Memory
- 2023: Moby, Neueinspielung auf dem Album Resound NYC